# Sébastien Chardonnet
Sébastien Chardonnet (17 ottobre 1988) è un pilota di rally francese.

## Carriera

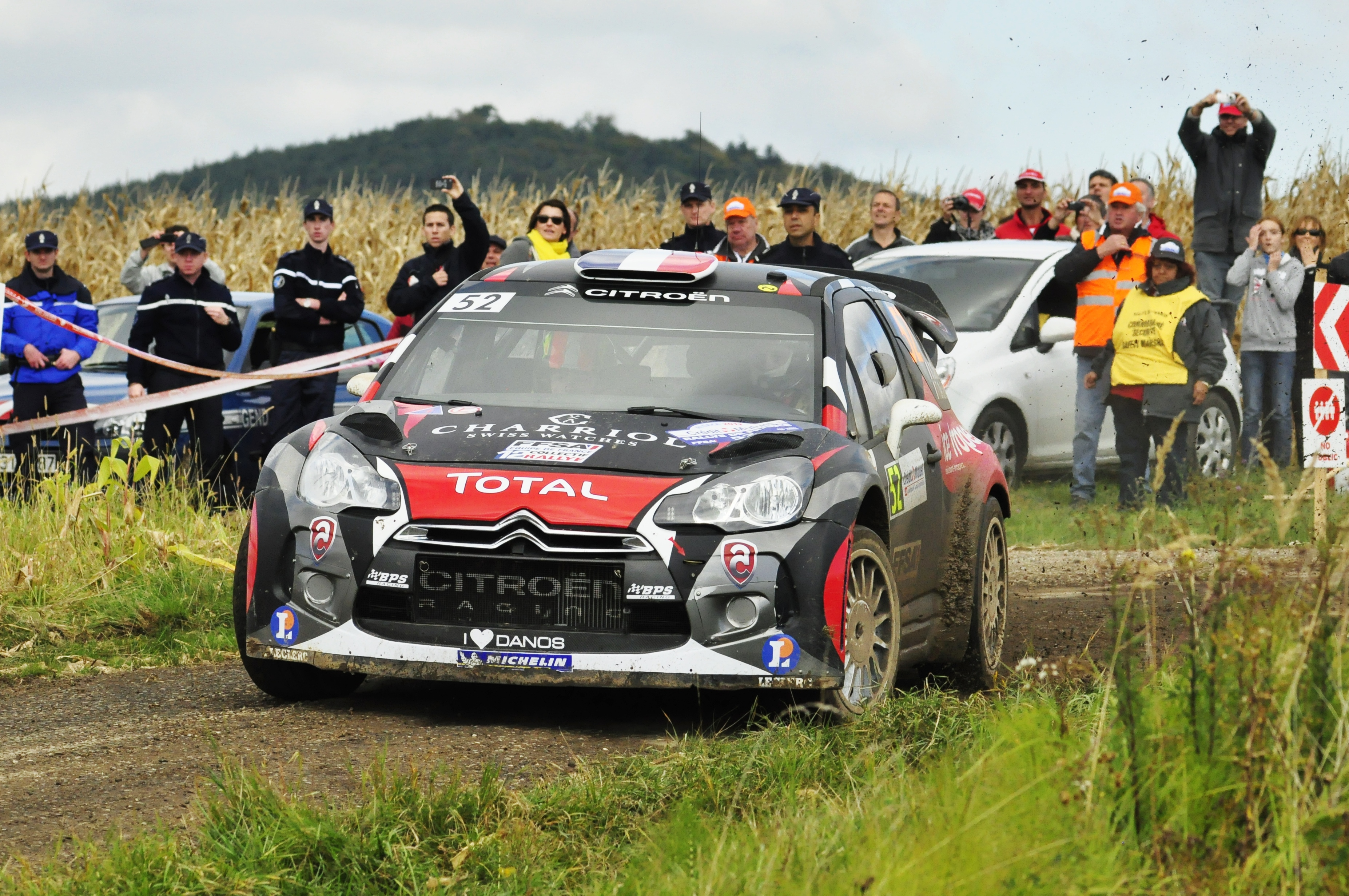
Chardonnet su Citroen DS3 WRC al Rally di Francia 2012

Sébastien ha iniziato la sua carriera nelle corse con i kart all'età di 11 anni, per poi passare nel 2009 ai rally. Suo nonno era André "Doudou" Chardonnet, un ex pilota di rally che possedeva una squadra di rally privata.
Ha debuttato nel WRC nel 2012 al Rally di Monte Carlo Rally su una Renault Clio R3 con il suo co-pilota Thibault de la Haye. Chardonnet ha ottenuto il suo primo punto in campionato al Rally di Francia 2012 finendo decimo alla guida della Citroën DS3 WRC.
Nel 2013, ha partecipato al campionato WRC-3, guidando una Citröen DS3 R3T supportata dal team ufficiale Citroën. A fine stagione ha vinto il campionato, vincendo due eventi nella stagione e chiudendo tre volte al secondo posto.

## Palmarès
- World Rally Championship-3: 1
2013 su Citroën DS3 R3T

### Vittorie nel WRC-3
| # | Stagione | Evento               | Co-pilota           | Auto            |
| - | -------- | -------------------- | ------------------- | --------------- |
| 1 | 2013     | Rally di Monte Carlo | Thibault de la Haye | Citroën DS3 R3T |
| 2 | 2013     | Rally di Germania    | Thibault de la Haye | Citroën DS3 R3T |

## Risultati nel mondiale rally

### WRC
| 2012 | Scuderia                          | Vettura                                            |    |  |  |    |  |    |  |    |    |    |    |  |  |  |  |  | Punti | Pos. |
| ---- | --------------------------------- | -------------------------------------------------- | -- |  |  | -- |  | -- |  | -- | -- | -- | -- |  |  |  |  |  | ----- | ---- |
| 2012 | Collectif Equipe de France Rallye | Renault Clio R3, Citroën DS3 R3T e Citroën DS3 WRC | 19 |  |  | 25 |  | 28 |  | 33 | 15 | 19 | 10 |  |  |  |  |  | 1     | 30º  |

| 2013 | Scuderia | Vettura         |    |  |  |    |  |  |    |    |    |  |    |  |    |  |  |  | Punti | Pos. |
| ---- | -------- | --------------- | -- |  |  | -- |  |  | -- | -- | -- |  | -- |  | -- |  |  |  | ----- | ---- |
| 2013 |          | Citroën DS3 R3T | 13 |  |  | 20 |  |  | 21 | 23 | 15 |  | 14 |  | 20 |  |  |  | 0     |      |

| 2014 | Scuderia               | Vettura                              |    |  |  |  |  |    |    |     |     |  |    |     |  |  |  |  | Punti | Pos. |
| ---- | ---------------------- | ------------------------------------ | -- |  |  |  |  | -- | -- | --- | --- |  | -- | --- |  |  |  |  | ----- | ---- |
| 2014 | Top Teams by MY Racing | Citroën DS3 R3T Max e Citroën DS3 R5 | 11 |  |  |  |  | 11 | 43 | Rit | Rit |  | 18 | Rit |  |  |  |  | 0     |      |

| 2015 | Scuderia | Vettura         |    |  |  |  |  |  |  |  |  |  |  |  |  |  |  |  | Punti | Pos. |
| ---- | -------- | --------------- | -- |  |  |  |  |  |  |  |  |  |  |  |  |  |  |  | ----- | ---- |
| 2015 |          | Citroën DS3 WRC | 47 |  |  |  |  |  |  |  |  |  |  |  |  |  |  |  | 0     |      |

| Legenda | 1º posto | 2º posto | 3º posto | A punti | Senza punti | Ritirato | Squalificato | NP=Non partito C=Gara cancellata | Apice=Power stage |

### WRC-2
| 2014 | Scuderia               | Vettura        |  |  |  |  |  |   |    |     |     |  |   |     |  |  |  |  | Punti | Pos. |
| ---- | ---------------------- | -------------- |  |  |  |  |  | - | -- | --- | --- |  | - | --- |  |  |  |  | ----- | ---- |
| 2014 | Top Teams by MY Racing | Citroën DS3 R5 |  |  |  |  |  | 2 | 11 | Rit | Rit |  | 3 | Rit |  |  |  |  | 33    | 15º  |

| Legenda | 1º posto | 2º posto | 3º posto | A punti | Senza punti | Ritirato | Squalificato | NP=Non partito C=Gara cancellata | Apice=Power stage |

### WRC-3
| 2013 | Scuderia | Vettura         |   |  |  |   |  |  |   |   |   |  |   |  |  |  |  |  | Punti | Pos. |
| ---- | -------- | --------------- | - |  |  | - |  |  | - | - | - |  | - |  |  |  |  |  | ----- | ---- |
| 2013 |          | Citroën DS3 R3T | 1 |  |  | 2 |  |  | 4 | 2 | 1 |  | 2 |  |  |  |  |  | 116   | 1º   |

| Legenda | 1º posto | 2º posto | 3º posto | A punti | Senza punti | Ritirato | Squalificato | NP=Non partito C=Gara cancellata | Apice=Power stage |